# 大隅地域振興局
| 大隅地域振興局管内のデータ |                                                |
| 面積                       | 2104.1 km2 （全県比：22.9%） （2010年10月1日） |
| 国勢調査                   | 250,552 人 （全県比：14.7%） （2010年10月1日） |
| 推計人口                   | 209,227 人 （全県比：13.7%） （2025年2月1日）  |

| 鹿児島地域 南薩地域 北薩地域 | 姶良・伊佐地域 大隅地域 熊毛地域 |

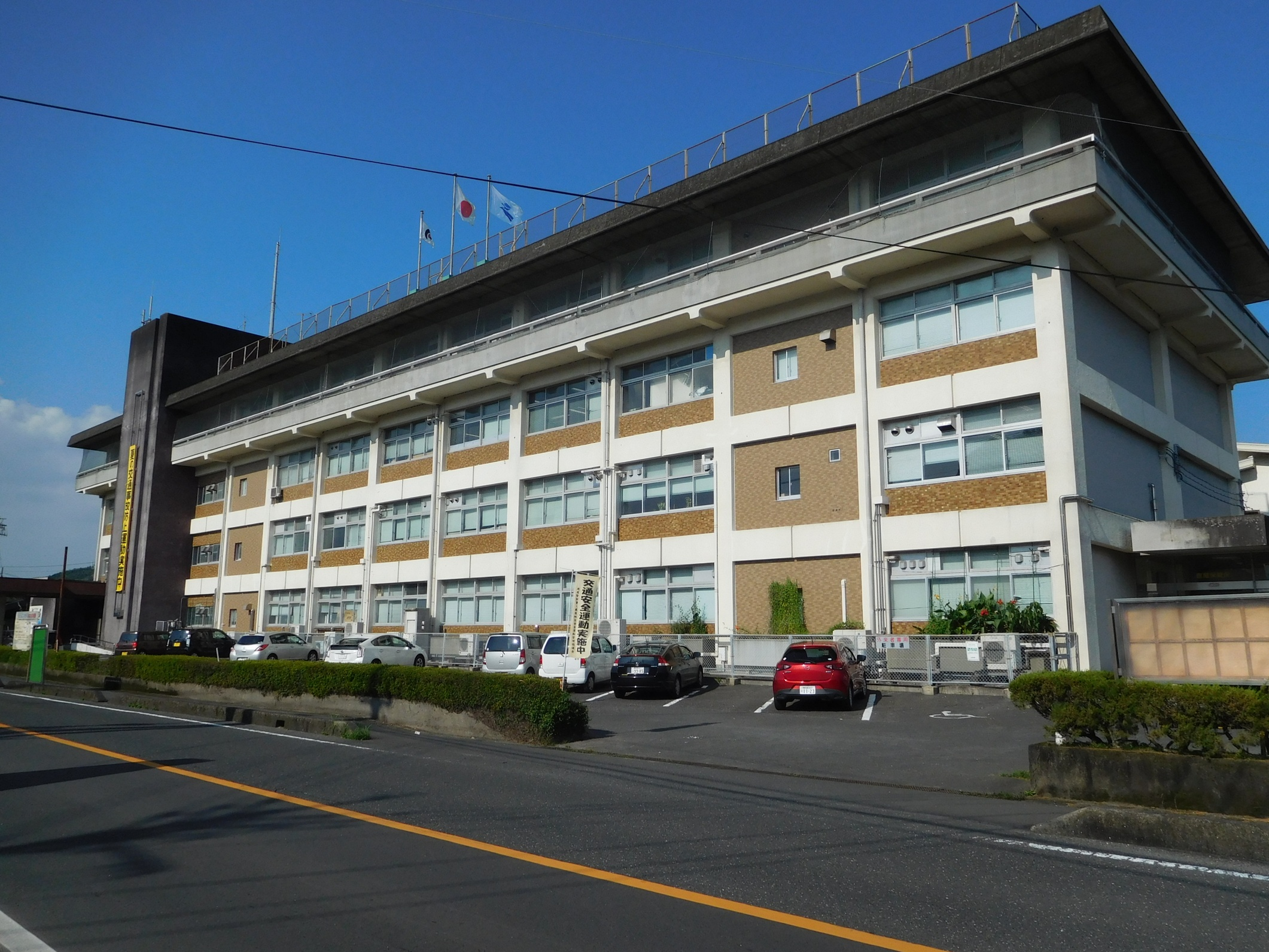
大隅地域振興局本庁舎

鹿児島県 地域区分図 (※屋久島以北)
鹿児島地域
南薩地域
北薩地域
姶良・伊佐地域
大隅地域
熊毛地域
（濃色が市部、淡色が郡部）

大隅地域振興局（おおすみちいきしんこうきょく）は、鹿児島県鹿屋市にある県の出先機関（支庁）である。2007年4月1日の出先機関改編により設置された。
管轄地域は、鹿屋市、垂水市、曽於市、志布志市の4市と、大崎町、東串良町、錦江町、南大隅町、肝付町の5町。
なお、上記の管轄地域は大隅半島のほぼ全域にあたる。
管内の農業は県内の農業生産額の約4割を占め、県内外にとって重要な食料供給基地の役割を担っている。

## 所在地
- 大隅地域振興局本庁舎 - 〒893-0011鹿屋市打馬2-16-6
  - 総務企画部・保健福祉環境部・農林水産部・建設部
  - 大隅教育事務所
- 大隅地域振興局曽於庁舎 - 〒899-8102曽於市大隅町岩川5677
  - 総務企画部曽於総務分室・農林水産部曽於畑地かんがい農業推進センター、林務水産課曽於市駐在・建設部土木建築課曽於市駐在
- 大隅地域振興局志布志庁舎 - 〒899-7103志布志市志布志町志布志2-1-11
  - 保健福祉環境部志布志支所
- 大隅地域振興局志布志第二庁舎 - 〒899-7102志布志市志布志町帖6617-17
  - 建設部河川港湾課志布志市駐在
- 大隅地域振興局大根占道路補修詰所 - 〒893-2303錦江町馬場422-13
  - 建設部土木建築課錦江町駐在

## 組織
- 局長
  - 次長
  - 総務企画部
    - 総務企画課
    - 県税課
    - 曽於総務分室

  - 保健福祉環境部（鹿屋保健所）
    - 健康企画課
    - 衛生・環境課
    - 地域保健福祉課
    - 志布志支所（志布志保健所）

  - 農林水産部
    - 農林水産総務課
    - 農政普及課
    - 農村整備課
    - 林務水産課
      - 曽於市駐在

    - 曽於畑地かんがい農業推進センター

  - 建設部
    - 建設総務課
    - 土木建築課
      - 曽於市駐在
      - 錦江町駐在

    - 河川港湾課
      - 志布志市駐在
- 県教育庁関係
  - 大隅教育事務所
    - 総務課
    - 指導課

## 他の振興局・支庁
- 鹿児島地域振興局
- 北薩地域振興局
- 南薩地域振興局
- 姶良・伊佐地域振興局
- 熊毛支庁
- 大島支庁